# Quattro persone spaventate
Quattro persone spaventate (Four Frightened People) è un film statunitense del 1934 diretto da Cecil B. DeMille.
Esso è basato su un romanzo di E. Arnot Robertson.